# Henry Janssen
Henry Janssen, Geburtsname Heinrich Janssen, (* 8. Februar 1866 in Barmen; † 28. Januar 1948 in Wyomissing) war ein deutschamerikanischer Textilmaschinen-Unternehmer.

## Leben
Janssen, Sohn des Buchdruckers und Buchhändlers Albert Janssen und seiner Frau Helene geb. Benner aus Nassau, begann 1881 eine Maschinenschlosserlehre, wobei die landwirtschaftlichen Maschinen im Vordergrund standen. 1888 wanderte er in die USA aus und fand bei seiner Ankunft in New York sofort eine Anstellung in der Wirkwarenfabrik Castle Braid Company in Brooklyn als Maschinist. Ein jahr später war er Leiter des Maschinenparks.
1891 lernte Janssen Ferdinand Thun aus Barmen kennen, mit dem er sich schnell anfreundete. Sie hatten ein gemeinsames Interesse an Textilmaschinen, und so eröffneten sie 1892 in Reading (Pennsylvania) eine kleine Werkstatt zur Herstellung von Flechtmaschinen unter dem Namen Textile Machine Works, Thun & Janssen. Ihr Verhältnis zur Belegschaft war auf gegenseitiges Vertrauen gegründet, so dass sie bald als soziale Unternehmer galten. Sie entwickelten Maschinen zur Herstellung von Packkordeln und von Hosenträgerband. 1896 verlegten sie den Betrieb nach Wyomissing. 1899 erhielt die Firma einen Preis auf der Nationalen Exportausstellung in Philadelphia. 1900 gründeten sie die Narrow Fabric Company zur Herstellung der Barmer Artikel. 1906 errichteten sie die Berkshire Knitting Mills zur Herstellung von Damenstrümpfen aus Baumwolle, später auch aus Seide und Kunstfaser mit Maschinen aus ihren Textile Machine Works. Die Maschinenteile wurden in einer eigenen Gießerei gefertigt. Janssen spielte dabei immer die Rolle des technisch und wirtschaftlich vorwärtsdrängenden Unternehmers.
1936–1937 wurde das Werk von der American Federation of Hosiery Workers 13 Monate lang bestreikt, um die Arbeiter gewerkschaftlich zu organisieren. Es gab Verletzte und den Tod des Arbeiters M. Earl Schlegel, aber das Werk wurde niemals gewerkschaftlich organisiert.
Von der Universität Heidelberg erhielt Janssen die Ehrendoktorwürde für die Pflege der deutsch-amerikanischen Beziehungen. Jeweils in den Jahren nach dem Ersten Weltkrieg und dem Zweiten Weltkrieg half Janssen seiner Heimat Barmen sozial und wirtschaftlich mit Beratung und Unterstützung durch das Bankhaus Ahr, Krath & Co. in Wuppertal-Barmen, das mit der American Nuplax Corporation in Reading, Pa. verbunden war. An Janssen erinnert die Heinrich-Janssen-Straße in Barmen.